# Opération de Raoued
Insurrection djihadiste en Tunisie
L'opération de Raoued est une opération antiterroriste qui s'est déroulée en Tunisie en février 2014.

## Déroulement
Le 3 février 2014, la police tunisienne est informée de la présence de djihadistes armés dans la ville de Raoued, située dans la banlieue de Tunis.
Plus de 150 hommes de la garde nationale sont envoyés sur place et cernent dans l'après-midi une maison où sont retranchés des combattants salafistes, tandis que toutes les routes conduisant à la ville sont bloquées. Dans les heures qui suivent et jusqu'au lendemain, plusieurs fusillades opposent les djihadistes aux gardes nationaux. Les salafistes sont délogés d'une première maison mais parviennent à se réfugier dans une seconde. Finalement, le 4 février en milieu de journée, les gardes nationaux lancent un assaut qui vient à bout des assiégés,,.
Selon le ministère de l'Intérieur, sept terroristes sont tués lors du combat, un autre est fait prisonnier. Un garde national est également tué — Atef Jabri âgé de 29 ans et sergent de la brigade spéciale — et un autre blessé,,.
Parmi les djihadistes tués figure Kamel Gadhgadhi, un chef d'Ansar al-Charia, suspecté d'être l'assassin de Chokri Belaïd, tué le 6 février 2013. Il a ensuite pris part à la bataille de Chaambi.
Trois autres morts sont rapidement identifiés : Mohamed Naceur Dridi, Haykel Badr et Alaeddine Najahi. Outre Kamel Gadhgadhi, parmi les tués figureraient deux autres personnes — Alaeddine Ben Abdelwaheb Njahi dit « Abou Haydar » et Ali Ben Mustapha Ben Saâd Kalaî — qui auraient pris part aux égorgements des soldats tunisiens tués lors de la bataille de Chaambi.